# Catharina Both-van der Eem
Catharina Both van der Eem est une peinture du peintre Frans Hals ou de l'un de ses collaborateurs, peint en 1620 pendant le siècle d'or néerlandais, et conservée au musée du Louvre. Elle est considérée comme un pendant au portrait au Portrait de Paulus van Beresteyn, dans le même musée.

## Peinture
Semblable au Portrait d'une Femme debout du même peintre, à Chatsworth House, cette femme est vêtue d'une bague de mariage à sa main droite, une figure à col en huit et un poignet avec des colliers en dentelle et des bracelets en or. Son corsage est richement brodé et elle porte un corselet, et une lourde chaîne d'or drapée. 
Le tableau fut acheté 100 000 francs à Haarlem en 1884 pour le musée du Louvre.

## Pendants

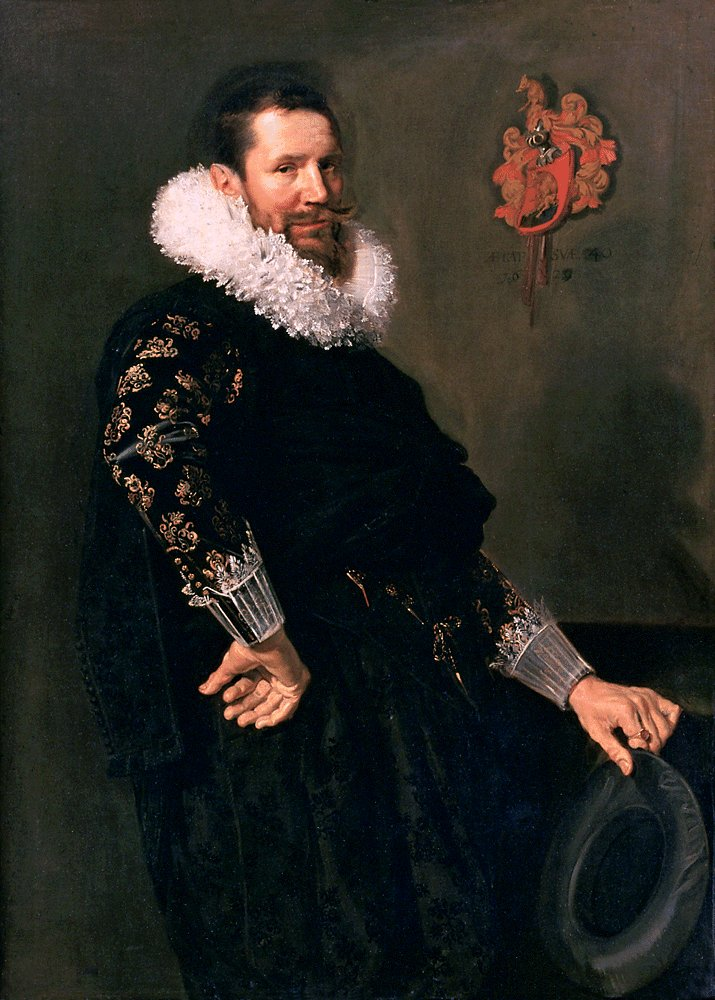
Paulus van Beresteyn
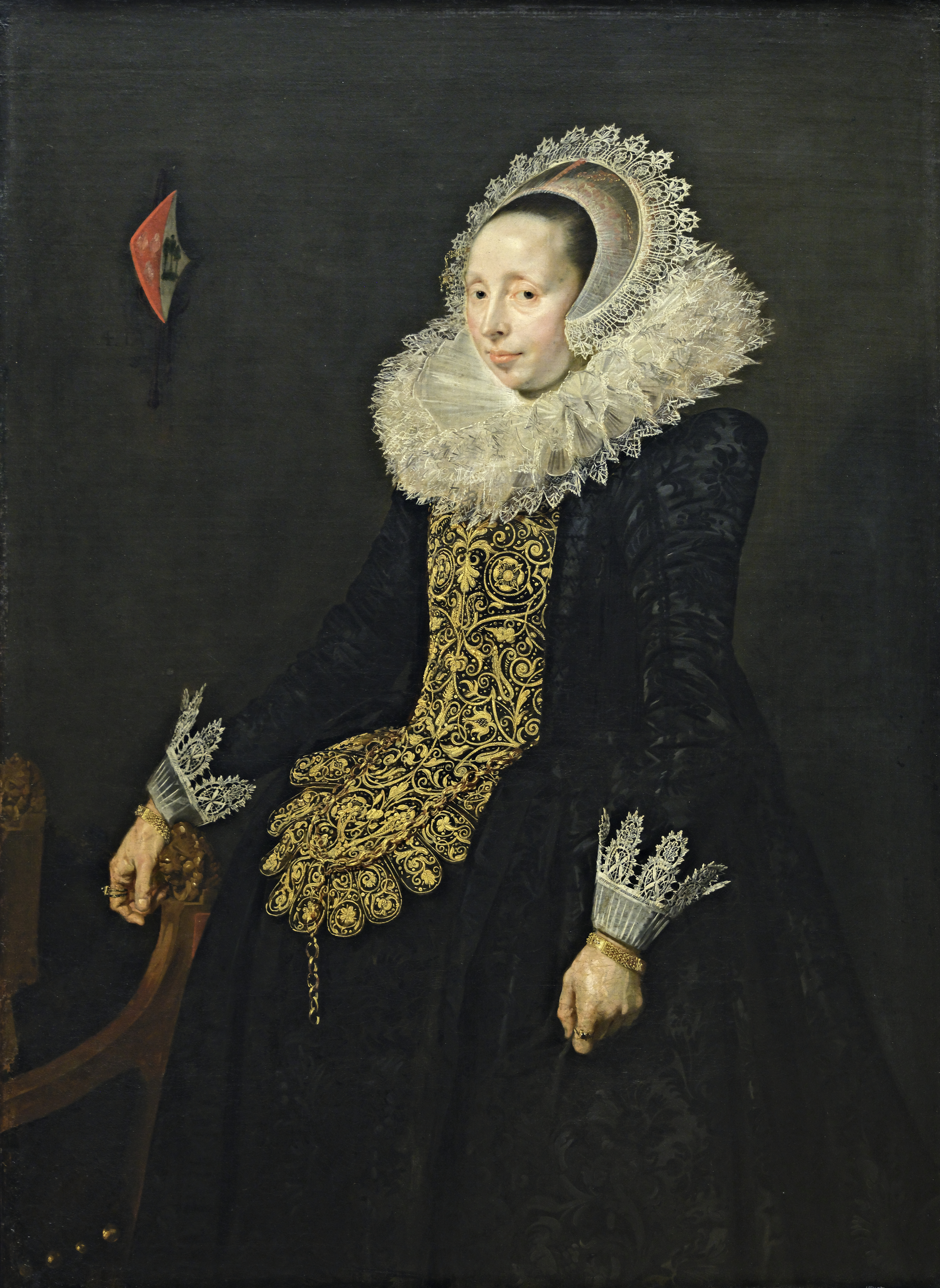
Catharina Both van der Eem